# Lokis Schloss

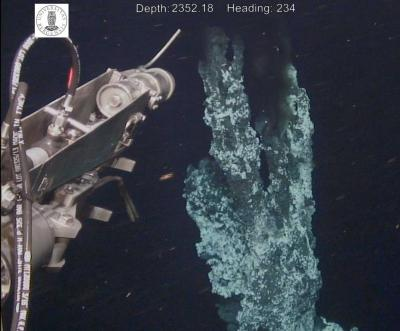
Der oberste Meter eines fast 12 m hohen Schlotes bei Lokis Schloss (Mitte Juli 2008). Links ist der Arm eines ferngesteuerten Fahrzeugs zu sehen, der hineingreift, um Flüssigkeitsproben zu nehmen.

Lokis Schloss (englisch Loki's Castle, norwegisch Lokes slott oder Lokeslottet, benannt nach der Gestalt Loki aus der nordischen Mythologie) ist ein Feld von fünf aktiven Tiefsee-Hydrothermalquellen („Schwarzen Rauchern“) des Mittelatlantischen Rückens (Abschnitt Knipovich-Rücken). Es befindet sich auf 73 Grad nördlicher Breite (73,55° N, 8,15° O) in der Übergangsregion vom Nordatlantik in den Arktischen Ozean zwischen Grönland und Norwegen
in einer Tiefe von 2.352 Metern.
Die Schlote (en. vents) wurden Mitte Juli 2008 entdeckt und sind die bisher nördlichsten bekannten Schwarzen Raucher.
Sie sind von geologischem Interesse, da sie in einer relativ stabilen Region der Erdkruste vorkommen, d. h. einer Region mit geringeren tektonischen Kräften und daher grundsätzlich wenig hydrothermalen Schloten.

## Entdeckung
Die Hydrothermalquellen wurden 2005 von einer 25-köpfigen multinationalen wissenschaftlichen Expedition der Universität Bergen in Norwegen entdeckt, mehr als 220 km weiter im Norden als die bis dahin  nördlichsten bekannten Quellen dieser Art. Die Expeditionen 2005 und 2008 wurden beide vom Geologen Rolf Pedersen vom Zentrum für Geobiologie der Universität geleitet, an Bord des Forschungsschiffs G. O. Sars (benannt nach dem norwegischen Meeresbiologen Georg Ossian Sars, Stapellauf im Mai 2003.). Die Schlote wurden mit Hilfe eines ferngesteuerten Unterwasserfahrzeugs geortet.

## Aktivität
Die fünf aktiven Schlote von Lokis Schloss stoßen bis zu 300 °C heißes Wasser aus und sitzen auf einem riesigen Vorkommen von Sulfidmineralien, das an der Basis einen Durchmesser von 250 m und am oberen Ende einen Durchmesser von 90 m hat.
Der Ozeanograph Marvin Lilley, ein Mitglied der Expedition von 2008, hat spekuliert, dass es sich um die größte derartige Ablagerung handeln könnte, die jemals auf dem Meeresboden festgestellt wurde.
Die aktiven Schlote sind größtenteils von schwarzer Farbe, aber mit Matten weißer Bakterien bedeckt.
Die älteren Schlote sind rot gesprenkelt, was auf das Vorhandensein von Ablagerungen von oxidiertem Eisen zurückzuführen ist.

## Ökologie
Diese mattenbildenden Bakterien und anderen Mikroorganismen leben von den Mineralien und weiteren Stoffen, die von den Schloten ausgestoßen werden.
Vorläufige Beobachtungen haben gezeigt, dass das warme Gebiet um die Schlote von Lokis Schloss ein marines Ökotop ist, dass mit vielfältigen und offenbar einzigartigen Schlot-Fauna von Mikroorganismen (Ökosystem) besiedelt ist, anders auch als bei anderswo beobachteten Ökosystemen um marine Hydrothermalquellen.
Beispielsweise wurden in der Umgebung von Lokis Schloss die Lokiarchaeota, eine systematische Gruppe (Klasse (Biologie) oder Phylum) von Archaeen entdeckt und nach diesem Fundort benannt.
Der Meeresborstenwurm Nicomache lokii (Maldanidae) gilt als eine Schlüsselart in der Fauna rund um die hydrothermalen Schlote in der Gegend.
Diese Spezies ist jedoch nur eine von über zehn hier neu entdeckten Arten.
Metagenomanalysen von Disa Bäckström et al. zeigten 2019, dass es im Gebiet von Lokis Schloss eine ganze Reihe bisher unbekannter Viren (sog. LCVs, Loki’s Castle Viruses), vornehmlich Riesenviren der Klasse Megaviricetes (im Phylum Nucleocytoviricota – NCLDV) geben muss.
Es konnten 23 qualitativ hochwertige genomische Bins (en. genomic bins, vgl. Contig/MAG) von neuen NCLDVs, von denen sich
- 15 mit Pithoviren,
- 5 mit Marseilleviren,
- 1 mit Iridoviren und
- 2 mit Klosneuviren

verwandt zeigten (en. „pithovirus-like“, „marseillevirus-like“, „iridovirus-like“, respektive „klosneuvirus-like“). Beispielsweise ist die Iridovirus-ähnliche Gensequenz mit „LCIVAC01“ bezeichnet worden.

## Etymologie
Das Gebiet um die Schlote erhielt den Namen Lokis Schloss (englisch Loki's Castle), da seine Form die Entdecker an ein Fantasieschloss erinnerte. Die Anspielung ist auf die altnordische mythologische Figur des Loki, einen Versteck- und Verwandlungskünstler und listenreichen Trickster.
Aus diesem Grund sei Loki „ein angemessener Name für ein Feld, das so schwer zu finden war“, so die Entdecker.